# 洪任諭
洪任諭（英語：Jen Yee Hong，1983年—），台灣自由軟體開發者，是軟體PCMan的最初開發者之一。原為內科醫師，現為Google軟體工程師。

## 經歷
洪任諭在就讀臺北市立建國高級中學時買書自學程式開發，開發了最初版的連線軟體PCMan用以瀏覽BBS。
在國立陽明大學醫學系就讀期間，後續版本的PCMan下載次數很快就超過一百萬。
開發Linux上的輕量級檔案管理器PCMan檔案管理器（PCManFM，主要用以替代Nautilus、Konqueror以及Thunar的檔案管理軟體），以及參與LXDE自由桌面環境專案的開發與維護。「PCMan計畫，是為了撰寫新的檔案管理程式，而LXDE計畫也是由PCMan計畫衍生而出，主要是想重整桌面環境。」之後並參與開發Lubuntu。
2009年，LXDE、PCMan此二項目入圍「資策會創研所開放原始碼創新應用開發大賽職業組」。
2013年，重啟Windows版本的新酷音輸入法的維護計畫，改寫了Windows版本的新酷音輸入法。
2016年，利用開源軟體開源硬體製作開源電子鼓。
大學畢業後，在衛生福利部豐原醫院擔任第一年住院醫師。後來至臺北榮民總醫院擔任內科住院醫師。取得免疫風濕科執醫資格後進入台大資工所就讀，並於沛星互動科技就職。

## 外部連結
- PCMan部落格 （页面存档备份，存于）
- 洪任諭的Facebook專頁
- YouTube上的那些年，我們一起上的 BBS: 洪任諭 PCMan at TEDxNCTU 2013
- 新酷音輸入法 Releases 頁面 （页面存档备份，存于）